# Vite da popstar
Vite da popstar (Popstar: Never Stop Never Stopping) è un film statunitense del 2016 diretto da Akiva Schaffer e Jorma Taccone. Il film è girato come un documentario.
Al film hanno partecipato vari artisti interpretando loro stessi: Michael Bolton, Big Boy, Mariah Carey, 50 Cent, Simon Cowell, Snoop Dogg, Jimmy Fallon, Arcade Fire, Steve Higgins, Walter Jones, DJ Khaled, Adam Levine, Mario López, Danger Mouse, Nas, Pink, Questlove, ASAP Rocky, The Roots, RZA, Seal, Martin Sheen, Ringo Starr, T.I., Carrie Underwood, Usher e Pharrell Williams.

## Trama
Conner Friel racconta come abbia formato da adolescente un gruppo rap, The Style Boyz, con i suoi due amici di infanzia Lawrence e Owen. Ma dopo aver raggiunto quasi subito la fama è Conner ad essere considerato il leader del gruppo e iniziano i litigi all'interno della band, così il gruppo si scioglie. Conner diventa un solista col nome di Conner4Real, e il suo primo album è un successo; Owen resta come suo DJ e Lawrence lascia la musica e diventa un contadino. Il secondo album però riceve vaste critiche. Il manager di Conner, Harry, suggerisce di contattare l'Aquaspin, casa produttrice d'elettrodomestici, per sponsorizzare il tour. Gli elettrodomestici quando sono in uso cantano le canzoni di Conner. Durante un party vengono azionati tutti gli elettrodomestici insieme provocando un'interruzione di corrente a livello nazionale che genera una reazione negativa tra la gente.
Conner inizia il tour, ma i biglietti venduti non sono tanti come aveva sperato. Harry suggerisce d'assumere l'artista rap Hunter the Hungry, per il numero di apertura, e la vendita dei biglietti inizia a salire. Conner cerca in tutti i modi di far impennare le vendite per l'album. Durante una serata del tour Conner rimane nudo a metà concerto diventando oggetto di scherno. Conner tenta una trovata pubblicitaria per distogliere l'attenzione dalla sua umiliazione e decide di chiedere ad Ashley di sposarlo in diretta televisiva, di fronte a lupi addestrati e una performance del cantante Seal. La musica però agita i lupi che attaccano Seal e tutti i partecipanti. La reazione contro Conner cresce, Ashley rompe con lui e inizia ad uscire con Seal, che fa causa a Conner per le ferite riportate.
Owen, preoccupato per Conner, fa sì in modo che quest'ultimo possa incontrare Lawrence ma la rimpatriata si conclude male quando Conner rifiuta di riconoscere che Lawrence ha scritto il brano che ha lanciato la sua carriera. Mentre il tour procede, Hunter comincia a mettere in ombra Conner, vendendo più dischi di lui, la situazione degenera e durante un concerto inizia una rissa tra Conner e Hunter. Conner litiga con Harry dopo aver scoperto che quest'ultimo ha firmato per diventare il manager di Hunter e i due chiudono il loro rapporto. Il resto del tour è annullato, Owen decide di lasciare la squadra dopo una discussione con Conner. Quando la tartaruga di Conner muore egli va in depressione e si trasferisce nella casa di sua madre.
Paula costringe Conner a uscire di casa e lo porta ad un club dove suona Owen, Conner sorpreso dal talento di Owen si riconcilia con l'amico e decide di fare finalmente ammenda con Lawrence. Conner si scusa e riconosce il contributo di Lawrence. I tre amici iniziano a provare nello studio di registrazione di Lawrence nella sua fattoria. Paula informa Conner che avrà uno spazio di sei minuti per chiudere l'evento dei Poppy Music Awards e, con l'incoraggiamento dei suoi amici, Conner decide di riunire la Style Boyz. Ai Poppys Hunter si umilia dopo aver litigato con Mariah Carey sul palco e Harry decide di abbandonarlo andando a riconciliarsi con Conner. Si scopre che lo slot di sei minuti è stato ridotto a tre, costringendo Conner a scegliere fra una canzone di Conner4Real o una degli Style Boyz. Conner decide di eseguire la nuova canzone dei Boyz Style, "Pensieri incredibli", con Michael Bolton. Conner riflette sulle lezioni che ha imparato e il valore della partecipazione a rapporti dopo aver raggiunto la cima.

## Colonna sonora
Il 3 giugno 2016 i The Lonely Island hanno pubblicato la colonna sonora del film, composta da 28 brani incisi in collaborazione con vari artisti apparsi nel film e non, quali Seal, i Linkin Park e Adam Levine dei Maroon 5.